# آکواریوس رکوردز
آکواریوس رکوردز (انگلیسی: Aquarius Records) شرکت نشر موسیقی کروات است، که در سال ۱۹۹۵ تأسیس شد.